# Liubahove, Seredîna-Buda
Liubahove (în ucraineană Любахове) este un sat în comuna Znob-Trubcevska din raionul Seredîna-Buda, regiunea Sumî, Ucraina.

## Demografie
Componența lingvistică a localității Liubahove
     Rusă (100%)
Conform recensământului din 2001, toată populația localității Liubahove era vorbitoare de rusă (100%).